# 아베 미호코
아베 미호코(일본어: 阿部 美穂子, 1975년 9월 4일 ~ )는 일본의 배우, 리포터이다. 2003년 12월 28일 대한민국의 전 축구 선수 최성용과 결혼했다.